# دانيال أرمسترونغ (مخرج)
دانيال أرمسترونغ (بالإنجليزية: Daniel Armstrong)‏ هو مخرج أسترالي، ولد في 1971 في ملبورن في أستراليا.

## وصلات خارجية
- دانيال أرمسترونغ على موقع IMDb (الإنجليزية)
- دانيال أرمسترونغ على موقع قاعدة بيانات الفيلم (الإنجليزية)